# Municipio de Warren (Míchigan)
El municipio de Warren (en inglés: Warren Township) es un municipio ubicado en el condado de Midland en el estado estadounidense de Míchigan. En el año 2010 tenía una población de 2119 habitantes y una densidad poblacional de 23,44 personas por km².

## Geografía
El municipio de Warren se encuentra ubicado en las coordenadas 43°46′23″N 84°32′37″O / 43.77306, -84.54361. Según la Oficina del Censo de los Estados Unidos, el municipio tiene una superficie total de 90.39 km², de la cual 90,01 km² corresponden a tierra firme y (0,42 %) 0,38 km² es agua.

## Demografía
Según el censo de 2010, había 2119 personas residiendo en el municipio de Warren. La densidad de población era de 23,44 hab./km². De los 2119 habitantes, el municipio de Warren estaba compuesto por el 97,78 % blancos, el 0,33 % eran amerindios, el 0,24 % eran asiáticos, el 0,24 % eran de otras razas y el 1,42 % eran de una mezcla de razas. Del total de la población el 1,09 % eran hispanos o latinos de cualquier raza.